# 우주 전쟁 (1953년 영화)
《우주 전쟁》(The War Of The Worlds)은 미국에서 제작된 바이론 허스킨 감독의 1953년 SF, 스릴러, 드라마 영화이다. H. G. 웰스의 동명의 소설을 바탕으로 제작되었다. 진 베리 등이 주연으로 출연하였고 조지 펄 등이 제작에 참여하였다.

## 줄거리

### 서두
1950년대, 세계대전이 끝나고도 무기 개발에 열중하며 인류는 서로를 살상하는 것만을 생각하고 있었다. 그러던 한 편, 아름다운 푸른 행성 지구를 멀리서 바라보는 외계 침략자들이 있었다. 그들은 척박한 자신들의 고향 화성을 버리고 새로운 이주지를 물색했다. 해왕성은 태양으로부터 제일 멀 뿐만 아니라, 초속 500m 강풍이 불기 때문에 지성체가 거주하기에 부적합하다. 그런가하면 목성도 강풍이 불 뿐만 아니라, 웬만한 생명체를 모두 녹여버리는 방사능으로 가득 차서 거주에 부적합하다. 금성은 두꺼운 대기의 온실 효과로 인해 매우 뜨거워서 거주하기 부적합하다. 수성 역시 태양이랑 매우 가까워 거주하기 부적합했다. 따라서 화성인들은 새로운 거주지로 지구를 낙점해서 침략을 개시한다.

### 발단
화성인들의 우주선은 미국 영토에 추락한다. 주인공 일행, 주민들, 언론과 사회 각계 각층의 사람들이 몰려와 추락 현장을 구경한다. 그 사건을 계기로 조사 활동을 하는 과학자인 주인공은 여주인공과 관계가 발전한다. 시간이 조금 흘러, 화성인들의 우주선은 일어서고 전쟁 행위를 개시한다. 화성인들의 과학기술력은 지구인들보다 월등히 뛰어났다. 따라서 지구 군대는 상대가 안 됐다. 주인공과 여주는 소형 비행기로 전쟁터를 피해 밤낮으로 피난을 떠난다. 

### 전개
주인공과 여주는 빈 집에 숨으려 했으나, 집 안까지 탐사하러 온 화성인을 물리치고 다시 또 도망친다. 그리고 지구인 과학자들이 연구한 결과, 화성인들의 신체 구조는 무엇이든지 '3'이라는 숫자와 연관 있었으며 생물학적인 구조도 매우 원시적이고 미개한 상태였다. 역설적이게도 화성인들이 과학의 힘에서는 인간을 뛰어넘지만, 생물학적인 구조는 열등했다. 그리고 화성인들의 군사적인 전술의 특징은 병력을 셋으로 나눠서 목표물을 중간에 끼고 포위하는 특징이 있었다. 제일 중요한 사실은 인간의 재래식 병기로는 화성인에게 대항할 수 없기에 지구인 군대는 결국 전략 폭격기를 동원해 핵공격을 하기로 한다. 

### 위기와 결말
핵 공격에도 화성인들의 기계와 병기는 아무런 손실이 없이 무사했다. 결국 지구인 군대는 패색이 짙어졌고, 세계는 공황 상태에 빠지고 만다. 화성인들을 생물학적으로 공격할 연구를 하던 주인공도 피난민의 난리통에 중요한 연구 자료를 잃어버리고 말았고, 자신의 애인인 여주인공도 찾지 못하는 상황에서 심리적으로 무너지기 시작한다. 결국, 화성인들이 마을을 다 부수기 시작하자, 주인공은 교회까지 대피해온다. 교회에서 기도하던 여주인공을 만나고 최후를 기다리던 때, 화성인들은 갑자기 모두 전투불능 상태가 되어 쓰러진다. 화성인들이 모두 죽은 이유는 지구의 바이러스에 저항할 수가 없어서 감기로 죽어버린 것이다. 창조주가 만든 바이러스들이 지구인들을 구한 것이다. 그리고 영화는 지구인들을 구원해준 창조주를 강조하며 아멘으로 마무리 한다.

## 출연

### 주연
- 진 베리
- 앤 로빈슨

### 조연
- 레스 트레마인
- 루이스 마틴
- 로버트 콘스웨이트
- 산드로 지글리오
- 윌리엄 핍스
- 폴 버치

## 기타
- 원작자: 허버트 조지 웰스
- 협력프로듀서: 프랭크 프리맨 주니어
- 미술: 앨버트 노자키
- 미술: 헐 페레이라
- 의상: 에디스 헤드